# Équipe d'Angleterre de rugby à XV au Tournoi des Cinq Nations 1992
L'équipe d'Angleterre a terminé première du Tournoi des cinq nations 1992 en réalisant un Grand Chelem, soit quatre victoires pour quatre matchs disputés. 

## Première Ligne
- Jason Leonard
- Brian Moore
- Jeff Probyn

## Deuxième Ligne
- Martin Bayfield
- Wade Dooley

## Troisième Ligne
- Dean Richards
- Tim Rodber
- Mickey Skinner
- Peter Winterbottom

## Demi de mêlée
- Dewi Morris

## Demi d’ouverture
- Rob Andrew

## Trois-quarts centre
- Will Carling
- Jeremy Guscott

## Trois-quarts aile
- Simon Halliday
- Rory Underwood

## Arrière
- Jonathan Webb

## Résultats des matchs
| Équipes    | Équipes    | Score | Score |
| Écosse     | Angleterre | 7     | 25    |
| Angleterre | Irlande    | 38    | 9     |
| France     | Angleterre | 13    | 31    |
| Angleterre | Galles     | 24    | 0     |